# Giuseppe Abbagnale (patriote)
Pour les articles homonymes, voir Giuseppe Abbagnale et Abbagnale.
Giuseppe Abbagnale ou Giuseppe Abagnale (né à Casola di Napoli le 25 novembre 1816, mort à Aversale 13 février 1869) est un patriote italien.

## Biographie
Giuseppe Abbagnale est le fils de Melchiorre Abbagnale, un paysan de Casola qui avait déménagé à Gragnano, Giuseppe est bûcheron ou charpentier lorsqu'en 1848, il participe à une société secrète mazzinienne dirigée par Michele Mascolo et Gaetano Mariconda qui propose l'instauration d'une république et une réforme agraire destinée à supprimer les latifundium. Découvert au début de mars 1849, tandis que Mascolo et Mariconda réussissent à s'échapper, Giuseppe est appréhendé avec trois autres membres de la société.
Giuseppe est condamné le 15 février 1850 à 24 ans de réclusion. Le nom de Giuseppe Abbagnale a été enregistré par Luigi Settembrini parmi les détenus du bagne de l'île de Santo Stefano, le 30 juin 1852 il s'agissait d'un des paysans de Gragnano condamnés à de sévères peines de prison pour avoir protesté contre la dissolution du Parlement et le remplacement du gouvernement constitutionnel de Carlo Troja après le coup de main de Ferdinand II, le 15 mai 1848.
Sur la base du décret du 27 décembre 1858, en tant que prisonnier politique il fait partie de ceux qui doivent être déportés vers l'Amérique, parmi ceux-ci se trouvent également des personnalités telles que Carlo Poerio, Luigi Settembrini et Silvio Spaventa. Ils sont embarqués à Cadix sur un navire américain.
Giuseppe est libéré, ainsi que 64 autres prisonniers politiques, grâce au coup main de Raffaele Settembrini, le fils de Luigi, qui  en avril 1859 réussit à détourner au Royaume-Uni le navire qui devait déporter les prisonniers politiques napolitains en Argentine. Abbagnale réapparaît dans le Piémont et il reprend  contacts avec les républicains de Mazzini. En 1860 il s'embarque avec les Mille de Giuseppe Garibaldi et il combat à Calatafimi et à Milazzo. Sa santé est minée par l'alcool, le 4 février 1869 il est admis à l'hôpital psychiatrique d'Aversa où il meurt quelques jours plus tard.

## Sources
- (it) Cet article est partiellement ou en totalité issu de l’article de Wikipédia en italien intitulé « Giuseppe Abbagnale » (voir la liste des auteurs).